# Moosburner
Moosburner  war ein von 1937 bis 1940 existierender kleiner Traktorenhersteller, der auch unter dem Kürzel RZW seine Produkte verkaufte.

## Unternehmensgeschichte
Der Automechaniker Heinrich Moosburner (1888–1952) erwarb 1928 das Haus Kufsteiner Str.75 in Rosenheim, wo er eine Kfz-Werkstatt einrichtete. 1937 begann er dort mit der Herstellung von Traktoren. Insgesamt dürften in seiner Werkstatt etwa 60 Traktoren entstanden sein, bis 1940 die Produktion von Traktoren aufgrund der Vorgaben des Schell-Planes eingestellt werden musste. Auch die Zugehörigkeit Moosburners zur NSDAP (er war eingetreten, um beruflich voranzukommen) änderte daran nichts.
1945 wollte Moosburner erneut Traktoren bauen; indessen verboten ihm jetzt die USA als Besatzungsmacht wegen seiner Parteizugehörigkeit im Dritten Reich jegliche Gewerbetätigkeit. Heinrich Moosburner, der noch kurz vor seinem Tode zwei Patente erworben hatte, starb verbittert im September 1952.

## Traktoren
Moosburner vertrieb seine Traktoren auch unter dem Kürzel „RZW“, das wohl für „Rosenheimer Zugmaschinen-Werk“ steht. Das Hauptmodell hatte einen Zweizylindermotor des Typs MWM KD 15Z der Motorenwerke Mannheim mit 95 mm Bohrung und 150 mm Hub, woraus sich 2126 cm³ Hubraum errechnen. Die Leistung betrug 20 bis 22 PS bei 1500/min. Getriebe und Hinterachse stammten von ZF Friedrichshafen, im 4. Gang wird die Höchstgeschwindigkeit mit 20 km/h angegeben. Die Fußbremse wirkte auf die Hinterräder, die Handbremse auf das Getriebe. Der Kühler war ein Röhrenkühler mit Umlaufwasserpumpe. Das Fahrzeug hatte eine Schneckenlenkung. Die Reifengröße der Vorderräder war 5.25–16, die der Hinterräder 800–20 oder 900–24. Das Fahrzeuggewicht wird mit 1500 kg angegeben.
Daneben gab es eine kleinere Ausführung mit einem MWM-Motor von 12 bis 14 PS.